# Милан Несторовић
Милан Д. Несторовић је био српски социјалистички песник, рођен у Пожаревцу 1885. године. Типографски занат учио је у Београду. 

## Биографија
Његов савременик, Душан Благојевић, радник као и он, оставио је сведочење о тешком животу Несторовићевом, другом радничком песнику поред Косте Абрашевића: шегртовао је тешко и даноноћно учио занат. Изјутра би чистио радионицу, лампе пунио гасом, ложио пећи, доносио доручак калфама и бивао награђиван шамарима. Онда би се бавио изузетно тешким физичким радом. Увече би ишао од писца до писца и разносио рукописе на преглед. И, да није било песме, којом се пушта из срца сав јад тежине тадашњег радничког живота, живот би био неподношљив.
Одмах по свршеном шегртовању, Несторовић приступа организацији типографских радника и, преко ње, напредном радничком покрету. Понајпре члан певачког друштва „Јакшић“, Несторовић се, услед неслагања са политиком друштва, ишчлањује и ради на оснивању новог певачког друштва „Јединство“, чији је један од главних функционера остао до смрти.
Милан Несторовић је био одличан друг, повучен, вечито са књигом, борбен, раднички песник, коме су честитали и пили здравице после сваког његовог успеха, а знао је нарочито лепо да рецитује, вели даље Благојевић.
Несторовић се бавио књижевношћу у социјалистичком духу. За своје време и с обзиром на његове услове живота и рада, Несторовић је био темељно социјалистички образован. У сваком случају, био је непоколебљиви социјалистички борац. Један од малобројних социјалистичких песника свога времена, особито песника радничке класе, за коју је живео и певао. Због тога су му све песме борбено-револуционарне и, као такве, тада, драгоцене за раднички покрет. Највећи број песама објављује у „Радничким новинама“. 
Издаје, сам, две збирке песама: Пролетерке и Код својих на салашу, а у ко-ауторству, са Божом Бојићем, пише позоришни комад Увођење тарифе.
Сем песама, објавио је и доста прозних радова, углавном сатиричних, од којих се издваја сатира Пред страшним судом. 1906. објављује збирку приповедака Пролећни сунчеви зраци.
Несторовићев рад није рад високих уметничких домета, али, имајући у виду да то и није био његов циљ, његов рад треба вредновати у складу са значајем који је представљао за раднички покрет онога времена.
Несторовић је умро у Темишвару, 1916. године, као ратни заробљеник, у 31. години живота.

## Збирке
- Пролећни сунчеви зраци, 1906. приповетке
- Пролетерке, 1909. поезија
- Код својих на салашу, 1912. поезија